# Sata Rallye Acores 2013
Sata Rallye Acores 2013 byla 4. soutěž European Rally Championship 2013. Soutěž měla 19. šotolinových zkoušek, které se konaly 25.–27. dubna 2013. První zkouška byla naplánována na čtvrtek v 17:29 SEČ, ale byla zrušena kvůli podmínkám.

## Úvod
Sata Rally Acores se jela jako 48. ročník. Soutěž začala ve čtvrtek druhou rychlostní zkouškou, kterou ovládl Polák Robert Kubica. Ve čtvrtek se jela 1. etapa a měla 4 rychlostní zkoušky (1 zrušena), které měřily 24,50 km. V pátek se jela 2. etapa a měla 8 rychlostních zkoušek (1 zrušena), které měřily 94,51 km. Závěrečná 3. etapa se jela v sobotu a měla 7 rychlostních zkoušek a měřily 100,91 km. Celkově soutěž měla 219,92 km.

## Výsledky

### Celkové výsledky
| Poz. | Jezdec                | Spolujezdec         | Auto                     | Čas       | Rozdíl   | Body  |
| ---- | --------------------- | ------------------- | ------------------------ | --------- | -------- | ----- |
| 1.   | Jan Kopecký           | Pavel Dresler       | Škoda Fabia S2000        | 2:26:32,2 |          | 25+14 |
| 2.   | Craig Breen           | Paul Nagle          | Peugeot 207 S2000        | 2:27:04,4 | +32,2    | 18+12 |
| 3.   | Ricardo Moura         | Sancho Eiró         | Škoda Fabia S2000        | 2:27:31,0 | +58,8    | 15+10 |
| 4.   | Bruno Magalhaes       | Nuno da Silva       | Peugeot 207 S2000        | 2:29:09,8 | +2:37,6  | 12+7  |
| 5.   | Jérémi Ancian         | Gilles de Turckheim | Peugeot 207 S2000        | 2:29:59,6 | +3:27,4  | 10+7  |
| 6.   | Robert Kubica         | Maciej Baran        | Citroën DS3 RRC          | 2:35:51,3 | +9:19,1  | 8+4   |
| 7.   | Alessandro Bruschetta | Justin Baraini      | Subaru Impreza STi N15   | 2:41:29,6 | +14:57,4 | 6+1   |
| 8.   | Luis Rego             | José Pedro Silva    | Mitsubsihi Lancer Evo IX | 2:43:08,2 | +16:36,0 | 4     |
| 9.   | Antonín Tlusťák       | Lukáš Vyoral        | Škoda Fabia S2000        | 2:44:14,3 | +17:42,1 | 2     |
| 10.  | Marco Tempestini      | Dorin Pulpea        | Subaru Impreza STi R4    | 2:44:42,8 | +18:10,6 | 1     |

### Rychlostí zkoušky
| Den                  | Zkouška | Čas                 | Jméno                    | Délka    | Vítěz                         | Čas     | Avg. spd.  | Vedoucí Rally              |
| -------------------- | ------- | ------------------- | ------------------------ | -------- | ----------------------------- | ------- | ---------- | -------------------------- |
| 1. Etapa (25. dubna) | RZ1     | 15:29 (17:29 GMT+1) | Coroa da Mata 1          | 8,25 km  | RZ Zrušena                    | -       | -          | -                          |
| 1. Etapa (25. dubna) | RZ2     | 16:02 (18:02 GMT+1) | Sao Brás / Vila Franca 1 | 6,14 km  | Robert Kubica Maciej Baran    | 4:51,1  | 75,9 km/h  | Robert Kubica Maciej Baran |
| 1. Etapa (25. dubna) | RZ3     | 16:52 (18:50 GMT+1) | Lagoa 1                  | 7,91 km  | Robert Kubica Maciej Baran    | 4:21,3  | 109,0 km/h | Robert Kubica Maciej Baran |
| 1. Etapa (25. dubna) | RZ4     | 17:20 (19:20 GMT+1) | Grupo Marques 1          | 2,20 km  | Robert Kubica Maciej Baran    | 2:01,1  | 65,4 km/h  | Robert Kubica Maciej Baran |
| 2. Etapa (26. dubna) | RZ5     | 10:50 (12:50 GMT+1) | Lagoa 2                  | 7,91 km  | Robert Kubica Maciej Baran    | 4:14,8  | 111,8 km/h | Robert Kubica Maciej Baran |
| 2. Etapa (26. dubna) | RZ6     | 11:14 (13:14 GMT+1) | Batalha Golfe 1          | 7:86 km  | Robert Kubica Maciej Baran    | 5:40,9  | 83,0 km/h  | Robert Kubica Maciej Baran |
| 2. Etapa (26. dubna) | RZ7     | 12:04 (14:04 GMT+1) | Feteiras 1               | 7,54 km  | Jan Kopecký Pavel Dresler     | 5:45,0  | 78,7 km/h  | Robert Kubica Maciej Baran |
| 2. Etapa (26. dubna) | RZ8     | 12:36 (14:36 GMT+1) | Sete Cidades 1           | 23,97 km | Bernardo Sousa Hugo Magalhaes | 18:29,4 | 77,8 km/h  | Jan Kopecký Pavel Dresler  |
| 2. Etapa (26. dubna) | RZ9     | 15:04 (17:04 GMT+1) | Coroa da Mata 2          | 7,86 km  | Bernardo Sousa Hugo Magalhaes | 7:13,2  | 65,3 km/h  | Jan Kopecký Pavel Dresler  |
| 2. Etapa (26. dubna) | RZ10    | 15:44 (17:44 GMT+1) | Batalha Golfe 2          | 7,86 km  | Robert Kubica Maciej Baran    | 5:42,7  | 82,6 km/h  | Jan Kopecký Pavel Dresler  |
| 2. Etapa (26. dubna) | RZ11    | 16:34 (18:34 GMT+1) | Feteiras 2               | 7,54 km  | Craig Breen Paul Nagle        | 5:58,6  | 75,7 km/h  | Jan Kopecký Pavel Dresler  |
| 2. Etapa (26. dubna) | RZ12    | 17:06 (19:06 GMT+1) | Sete Cidades 2           | 23,97 km | RZ Zrušena                    | -       | -          | Jan Kopecký Pavel Dresler  |
| 3. Etapa (27. dubna) | RZ13    | 9:21 (11:21 GMT+1)  | Graminhais 1             | 20,82 km | Jan Kopecký Pavel Dresler     | 16:08,3 | 77,4 km/h  | Jan Kopecký Pavel Dresler  |
| 3. Etapa (27. dubna) | RZ14    | 10:21 (12:21 GMT+1) | Tronqueira 1             | 21,33 km | Ricardo Moura Sancho Eiró     | 18:27,3 | 69,3 km/h  | Jan Kopecký Pavel Dresler  |
| 3. Etapa (27. dubna) | RZ15    | 11:26 (13:26 GMT+1) | Sao Brás / Vila Franca 2 | 6,14 km  | Jan Kopecký Pavel Dresler     | 4:52,1  | 75,7 km/h  | Jan Kopecký Pavel Dresler  |
| 3. Etapa (27. dubna) | RZ16    | 12:33 (14:33 GMT+1) | Grupo Marcques 2         | 2,20 km  | Jan Kopecký Pavel Dresler     | 2:02,3  | 64,8 km/h  | Jan Kopecký Pavel Dresler  |
| 3. Etapa (27. dubna) | RZ17    | 15:14 (17:14 GMT+1) | Lomba da Maia            | 8,27 km  | Jan Kopecký Pavel Dresler     | 5:37,9  | 88,1 km/h  | Jan Kopecký Pavel Dresler  |
| 3. Etapa (27. dubna) | RZ18    | 16:06 (18:06 GMT+1) | Graminhais 2             | 20,82 km | Jan Kopecký Pavel Dresler     | 15:50,0 | 78,9 km/h  | Jan Kopecký Pavel Dresler  |
| 3. Etapa (27. dubna) | RZ19    | 17:06 (19:06 GMT+1) | Tronqueira 2             | 21,33 km | Jan Kopecký Pavel Dresler     | 18:20,4 | 69,8 km/h  | Jan Kopecký Pavel Dresler  |